# Polycirrus clavatus
Polycirrus clavatus är en ringmaskart som först beskrevs av Johan Gustaf Hjalmar Kinberg 1866.  Polycirrus clavatus ingår i släktet Polycirrus och familjen Terebellidae. Inga underarter finns listade i Catalogue of Life.